# HD 83550
HD 83550，又名BD+78 317，SAO 6948、HR 3843，是一颗恒星，视星等为6.23，位于銀經133.41，銀緯34.91，其B1900.0坐标为赤經9h 34m 10.8s，赤緯+78° 34.91′ 26″。